# Walk On (canción de Boston)
«Walk On» —en castellano: «Sigue caminando»— es una canción interpretada por la banda estadounidense de rock Boston y fue escrita por Tom Scholz, líder de la agrupación.  Apareció por primera vez en el disco homónimo, lanzado al mercado por la discográfica MCA Records en 1994.

## Descripción
El tema en sí se denomina «Walk On Medley» y se conforma de cuatro partes: «Walking at Night», «Walk On», «Get Organ-ized» y «Walk On (Some More)».  Esta canción contiene solos de órgano y guitarra, realizados por Tom Scholz.

## Lanzamiento y recepción
MCA Records publicó esta canción como sencillo promocional en 1994, convirtiéndose en el último sencillo de Walk On.  El CD enlista en dos ocasiones la melodía principal y una versión editada de «I Need Your Love».
Aunque no entró en el Hot 100 de Billboard, esta canción llegó a posicionarse en el lugar 14.º de la lista Mainstream Rock Tracks en 1994.

## Lista de canciones
| Disco compacto |                                      |                                      |          |  |
| N.º            | Título                               | Escritor(es)                         | Duración |  |
| 1.             | «Walk On (Short Walk)»               | Tom Scholz / Brad Delp / David Sikes | 3:49     |  |
| 2.             | «Walk On (Longer Walk)»              | Scholz / Delp / Sikes                | 7:54     |  |
| 3.             | «I Need Your Love» (versión editada) | Scholz / Fred Sampson                | 4:05     |  |
| 15:48          |                                      |                                      |          |  |

## Créditos
- Fran Cosmo — voz principal
- Tom Scholz — guitarra, bajo, batería, teclados, órgano y efectos de sonido
- Gary Pihl — guitarra
- Bob Cedro — guitarra y efectos de sonido
- David Sikes — bajo
- Doug Huffman — batería

## Listas
| Año  | País           | Lista                            | Posición máxima |
| ---- | -------------- | -------------------------------- | --------------- |
| 1994 | Estados Unidos | Billboard Mainstream Rock Tracks | 14.º            |